# 6970 Saigusa
6970 Saigusa eller 1992 VF5 är en asteroid i huvudbältet som upptäcktes den 10 januari 1992 av den japanska astronomen Satoru Otomo i Kiyosato. Den är uppkallad efter den japanska amatörastronomen Yosikazu Saigusa.
Asteroiden har en diameter på ungefär 4 kilometer.